# Charles Horton Peck
Charles Horton Peck (Sand Lake, 30 marzo 1833 – Menands, 11 luglio 1917) è stato un micologo e botanico statunitense; descrisse oltre 2 500 specie di funghi presenti negli Stati Uniti. Tra le specie di funghi più diffuse da lui descritte, figurano Amanita ocreata, Agaricus subrufescens e Russula atropurpurea.

## Biografia
Figlio di Pamela Horton e di Joel B. Peck, si diplomò alla Scuola Normale dello Stato di New York; successivamente insegnò per tre anni latino, greco antico, matematica e botanica al Sand Lake Collegiate Institute. Durante i suoi studi si appassionò alla botanica insieme a James Henry Salisbury (1823-1905). Riprese gli studi nell'Union College di Schenectady (dove conseguì il master's degree in Arte); in questo periodo iniziò a crearsi un erbario personale. Seguì le lezioni universitarie tenute da Jonathan Pearson (1813-1887). Nel 1862 insegnò matematica, botanica e materie umanistiche in un collegio maschile di Albany.
Nel corso della sua vita, Horton Peck fu membro della Botanical Society of America, dell'American Association for the Advancement of Science, della Torrey Botanical Society, della National Geographic Society e di diverse altre società scientifiche.
Preoccupato alla notizia del danneggiamento del suo erbario e gravemente colpito dalla morte della moglie nel 1912 (con la quale si era sposato nel 1861), ebbe una serie di ictus a partire dal novembre di quell'anno; rassegnò le sue dimissioni dalla carica di docente universitario, che furono accettate solo nel 1915. Pochi giorni prima della sua morte, nel 1917, riuscì a completare l'allestimento di una sala dell'Albany Museum dedicata alla presentazione dei modelli di alcune specie fungine.
Il micologo Homer Doliver House (1878-1949) scrisse: